# Liste der Kulturdenkmäler in Hamburg-Curslack
Die Liste der Kulturdenkmäler in Hamburg-Curslack enthält die in der Denkmalliste ausgewiesenen Denkmäler auf dem Gebiet des Stadtteils Curslack der Freien und Hansestadt Hamburg.
Basis ist der Datensatz Denkmalliste Hamburg auf dem Transparenzportal Hamburg. Dieser enthält alle Objekte, die rechtskräftig nach dem Hamburger Denkmalschutzgesetz vom 5. April 2013 unter Denkmalschutz stehen (§ 6 Abs. 1 DSchG HA) oder zumindest zeitweise standen. Die Denkmalliste steht auch als PDF-Dokument zur Verfügung. Alle Denkmäler in Curslack, die schon nach dem Denkmalschutzgesetz vom 3. Dezember 1973, zuletzt geändert am 27. November 2007, unter Denkmalschutz standen, sind auch auf der Liste der Kulturdenkmäler im Hamburger Bezirk Bergedorf zu finden.

## Legende
- ID: Gibt die vom Denkmalschutzamt Hamburg vergebene Objekt-ID (Identifikationsnummer) des Kulturdenkmals an, (in Klammern gegebenenfalls die Denkmalnummer nach altem Denkmalschutzgesetz).
- Adresse: Nennt den Straßennamen und, wenn vorhanden, die Hausnummer des Kulturdenkmals. Die Grundsortierung der Liste erfolgt nach dieser Adresse.
- Art: Zeigt an, ob es ein Objekt („O“) oder ein Ensemble („E“) ist.
- Datierung: Gibt die Datierung an; das Jahr der Fertigstellung bzw. den Zeitraum der Errichtung.
- Ensemble: Gibt die Nummer des Ensembles an, zu der das Objekt gehört, bzw. bei Ensembles die Nummer des Ensembles selbst.

Hinweis: Die Grundsortierung der Liste erfolgt nach der Adresse und ist alternativ nach ID, Art (Objekt oder Ensemble), Typ, Datierung, Entwurf oder Kurzbeschreibung sortierbar.

| ID                | Adresse                                       | Art | Typ                                                      | Kurzbeschreibung | Datierung                                                                         | Entwurf       | Ensemble | Bild           |
| ----------------- | --------------------------------------------- | --- | -------------------------------------------------------- | --- | --------------------------------------------------------------------------------- | ------------- | -------- | -------------- |
| 27153             | Achterschlag 24 (Lage)                        | O   | Wohnwirtschaftsgebäude                                   | | 1888                                                                              |               |          | BW             |
| 29717             | Achterschlag 62 (Lage)                        | O   | Hofanlage (Wohnwirtschaftsgebäude; Scheune)              | Wohnwirtschaftsgebäude (1659, erneuert) und Scheune (um 1650)                                                        | 1659 (Wohnwirtschaftsgebäude, erneuert); 1650, um (Scheune)                       |               |          | BW             |
| 29718             | Achterschlag 151 (Lage)                       | O   | Hofanlage (Wohnwirtschaftsgebäude; Scheune; Windbäume)   | Hofanlage mit Wohnwirtschaftsgebäude, Scheune und Windbäumen                                                         | 1858 (Wohnwirtschaftsgebäude); 1850, um (Scheune)                                 |               |          | BW             |
| 31097             | Achterschlag 160, 160a, 160b, 160c (Lage)     | E   |                                                          | Achterschlag 160-160c                                                                                                |                                                                                   |               | 31097    | BW             |
| 27455 (1188, 368) | Achterschlag 160, 160a, 160b (Lage)           | O   | Wohnwirtschaftsgebäude; Scheune; Einfriedung; u. a.      | | 1772 (Wohnwirtschaftsgebäude)                                                     |               | 31097    | BW             |
| 27176 (1188)      | Achterschlag 160c (Lage)                      | O   | Kleinviehstall                                           | | 18. Jh., 2. Hälfte                                                                |               | 31097    | BW             |
| 27152 (699)       | Achterschlag 181 (Lage)                       | O   | Kate                                                     | | 19. Jh.                                                                           |               |          | BW             |
| 27163 (264)       | Auf der Böge 30 (Lage)                        | O   | Kate                                                     | | 16.–18. Jh.                                                                       |               |          | BW             |
| 27155 (1317)      | Auf der Böge 48 (Lage)                        | O   | Wohnhaus                                                 | | 1870, um                                                                          |               |          | BW             |
| 29719             | Curslacker Deich 2 (Lage)                     | O   | Hofanlage (Wohnwirtschaftsgebäude; Scheune)              | Hofanlage mit Wohnwirtschaftsgebäude und Längsdielenscheune                                                          | 1800, um (Wohnwirtschaftsgebäude)                                                 |               |          | BW             |
| 29715             | Curslacker Deich 29 (Lage)                    | O   | Wohnhaus; Einfriedung                                    | Wohnhaus und Eisenzaun                                                                                               | 19. Jh.                                                                           |               |          | BW             |
| 29721 (363)       | Curslacker Deich 47 (Lage)                    | O   | Hofanlage (Wohnwirtschaftsgebäude; Scheune; Backhaus)    | Hofanlage mit Wohnwirtschaftsgebäude, Scheune und Backhaus                                                           | 18. Jh; 19. Jh.                                                                   |               |          | BW             |
| 25966 (1635)      | Curslacker Deich 87 (Lage)                    | O   | Wohnhaus                                                 | | 1820                                                                              |               |          | BW             |
| 27141 (1635)      | Curslacker Deich 87 (Lage)                    | O   | Kate                                                     | | 1800, um                                                                          |               |          | BW             |
| 25967 (1484)      | Curslacker Deich 99 (Lage)                    | O   | Wohnhaus                                                 | | 1904                                                                              |               |          | BW             |
| 27168             | Curslacker Deich 104 (Lage)                   | O   | Wohnhaus                                                 | | 1853 (vermutl.)                                                                   |               |          | BW             |
| 25968             | Curslacker Deich 106 (Lage)                   | O   | Wohnhaus                                                 | | 1845 (vermutl.)                                                                   |               |          | BW             |
| 27154             | Curslacker Deich 108 (Lage)                   | O   | Kate                                                     | | 1804                                                                              |               |          | BW             |
| 25970             | Curslacker Deich 110 (Lage)                   | O   | Kate                                                     | | 1600, um                                                                          |               |          | BW             |
| 29720 (132)       | Curslacker Deich 112 (Lage)                   | O   | Hofanlage (Wohnwirtschaftsgebäude; Scheune; Tore; u. a.) | Hofanlage mit Wohnwirtschaftsgebäude, Scheune, Hoftor, zwei Hofpforten, Haustür mit Sturzholz sowie Kratzputzfeldern | 1769                                                                              |               |          | BW             |
| 26558             | Curslacker Deich 119 (Lage)                   | O   | Kate                                                     | | 1850, um                                                                          |               |          | BW             |
| 25972             | Curslacker Deich 121 (Lage)                   | O   | Kate                                                     | | 1729                                                                              |               |          | BW             |
| 27149 (1648)      | Curslacker Deich 122 (Lage)                   | O   | Kate                                                     | | 1575                                                                              |               |          | BW             |
| 29714             | Curslacker Deich 123 (Lage)                   | O   | Kate; Einfriedung                                        | Kate und Eisenzaun                                                                                                   | 1838                                                                              |               |          | BW             |
| 25965 (1650)      | Curslacker Deich 125 (Lage)                   | O   | Wohnhaus                                                 | | 1872/73                                                                           |               |          | BW             |
| 27142             | Curslacker Deich 126 (Lage)                   | O   | Wohnhaus                                                 | | 1867                                                                              |               |          | BW             |
| 27143             | Curslacker Deich 131 (Lage)                   | O   | Wohnhaus                                                 | | 1905, um                                                                          |               |          | BW             |
| 27144 (1389)      | Curslacker Deich 137 (Lage)                   | O   | Wohnhaus                                                 | | 1855                                                                              |               |          |                |
| 31095 (4)         | Curslacker Deich 140, 142, bei Nr. 142 (Lage) | E   |                                                          | Ensembles aus Kirche St. Johannis mit Glockenturm und Friedhof sowie Schule                                          |                                                                                   |               | 31095    | BW             |
| 27173             | Curslacker Deich 140 (Lage)                   | O   | Schulgebäude                                             | Schulische Nutzung endete 1963, seitdem Kita                                                                         | 1880/1883                                                                         |               | 31095    | weitere Bilder |
| 27145 (1390)      | Curslacker Deich 141 (Lage)                   | O   | Wohnhaus                                                 | | 1903                                                                              |               |          | BW             |
| 27171 (4)         | Curslacker Deich 142 (Lage)                   | O   | Kirche                                                   | St. Johannis Curslack                                                                                                | 1599–1603                                                                         |               | 31095    | weitere Bilder |
| 39257             | Curslacker Deich 142 (Lage)                   | O   | Glockenturm                                              | Glockenturm St. Johannis Curslack                                                                                    | 1761                                                                              |               | 31095    | BW             |
| 27146 (891)       | Curslacker Deich 144 (Lage)                   | O   | Wohnhaus                                                 | | 1840                                                                              |               |          |                |
| 27147 (1391)      | Curslacker Deich 145 (Lage)                   | O   | Wohnhaus                                                 | | 1880                                                                              |               |          |                |
| 27165 (1180, 965) | Curslacker Deich 147 (Lage)                   | O   | Remise (mit Lagerraum)                                   | | 19. Jh.                                                                           |               |          | BW             |
| 27148 (1393)      | Curslacker Deich 149 (Lage)                   | O   | Wohnhaus (mit Gaststätte)                                | | 1900/01                                                                           |               |          |                |
| 26559 (855)       | Curslacker Deich 161 (Lage)                   | O   | Wohnhaus (mit Bäckerei)                                  | | 1864                                                                              |               |          | BW             |
| 25969             | Curslacker Deich 192 (Lage)                   | O   | Wohnwirtschaftsgebäude                                   | | 1905, um                                                                          |               |          | BW             |
| 27140             | Curslacker Deich 196a (Lage)                  | O   | Wohnhaus                                                 | | 1900                                                                              |               |          | BW             |
| 25963 (111)       | Curslacker Deich 284 (Lage)                   | O   | Wohnwirtschaftsgebäude                                   | Freilichtmuseum Rieckhaus                                                                                            | 1530; 1663; 1948–1954                                                             |               |          |                |
| 26561             | Curslacker Deich 284 (Lage)                   | O   | Scheune                                                  | Scheune | 1663                                                                              |               |          |                |
| 27151 (102)       | Curslacker Deich 284 (Lage)                   | O   | Mühlengebäude (Feldentwässerungsmühle)                   | Freilichtmuseum Rieckhaus                                                                                            | 18. Jh., 2. Hälfte; 1953–1954 (Translozierung)                                    |               |          |                |
| 27167 (128)       | Curslacker Deich 284 (Lage)                   | O   | Heuberg                                                  | Freilichtmuseum Rieckhaus                                                                                            | 19. Jh., vermutl.; 1954 (transloziert)                                            |               |          |                |
| 27166 (491)       | Curslacker Deich 286 (Lage)                   | O   | Bauernhaus                                               | Bauernhaus | 1883                                                                              |               |          |                |
| 27162 (492)       | Curslacker Deich 288 (Lage)                   | O   | Kate                                                     | | 19. Jh.                                                                           |               |          | BW             |
| 27164             | Curslacker Deich 290 (Lage)                   | O   | Kate                                                     | | 1865                                                                              |               |          |                |
| 31096             | Curslacker Deich 302, 306 (Lage)              | E   |                                                          | Curslacker Deich 302, 306                                                                                            |                                                                                   |               | 31096    | BW             |
| 27175             | Curslacker Deich 302 (Lage)                   | O   | Wohnwirtschaftsgebäude; Scheune                          | | 1557 (Wohnwirtschaftsgebäude) 19. Jh. (Wohnwirtschaftsgebäude); 19. Jh. (Scheune) |               | 31096    | BW             |
| 27174             | Curslacker Deich 306 (Lage)                   | O   | Arbeiterwohnhaus                                         | | 1800, um                                                                          |               | 31096    | BW             |
| 27158 (779)       | Curslacker Deich 308 (Lage)                   | O   | Göpelhaus                                                | Göpelhaus | 1800, vermutl.                                                                    |               |          | BW             |
| 25964 (1693)      | Curslacker Deich 314 (Lage)                   | O   | Scheune                                                  | | 1708                                                                              |               |          | BW             |
| 25971 (826)       | Curslacker Deich 339 (Lage)                   | O   | Kate                                                     | | 19. Jh.                                                                           |               |          |                |
| 27172 (4)         | Curslacker Deich bei Nr. 142 (Lage)           | O   | Friedhof                                                 | | 14. Jh., ab                                                                       |               | 31095    |                |
| 29713             | Curslacker Heerweg 1 (Lage)                   | O   | Gasthaus (mit Saal)                                      | Gasthausgebäude mit Baumbestand an der Westseite, ehemals Gasthof „Stadt Hamburg“                                    | 1863; 1893 (Anbau)                                                                |               |          | weitere Bilder |
| 26560             | Curslacker Heerweg 7 (Lage)                   | O   | Kate                                                     | | 1750, um                                                                          |               |          | BW             |
| 26562             | Curslacker Heerweg 11 (Lage)                  | O   | Wohnhaus                                                 | | 1859                                                                              |               |          | BW             |
| 27159 (1506)      | Curslacker Heerweg 11 (Lage)                  | O   | Grenzstein                                               | | 19. Jh., vermutl.                                                                 |               |          | BW             |
| 27156             | Curslacker Heerweg 15, 17 (Lage)              | O   | Wohnhaus                                                 | | 1850, um                                                                          |               |          | BW             |
| 25962 (1051)      | Curslacker Heerweg 126 (Lage)                 | O   | HJ-Heim                                                  | | 1937                                                                              | Blunck, Ernst |          | BW             |
| 27150 (1494)      | Curslacker Heerweg nördlich von Nr. 5 (Lage)  | O   | Grenzstein                                               | | 19. Jh., vermutl.                                                                 |               |          | BW             |
| 27993             | Foortstegel o.Nr. (Lage)                      | O   | Straßenpflaster                                          | | 19. Jh.                                                                           |               |          | BW             |
| 31094             | Kurfürstendeich 22 (Lage)                     | E   | Kate; Remise                                             | | 1650, um; 1900, um                                                                |               | 31094    | BW             |
| 27169             | Kurfürstendeich 22 (Lage)                     | O   | Remise                                                   | | 1900, um                                                                          |               | 31094    | BW             |
| 27170             | Kurfürstendeich 22 (Lage)                     | O   | Kate                                                     | | 1650, um                                                                          |               | 31094    | BW             |
| 29716 (1581)      | Rieckweg 2a (Lage)                            | O   | Wohnhaus                                                 | Wohnhaus | 19. Jh.                                                                           |               |          | BW             |
| 27157             | Rieckweg 8 (Lage)                             | O   | Wohnhaus                                                 | | 1850, um                                                                          |               |          | BW             |
| 25179             | Schleusengraben (Lage)                        | O   | Kanal                                                    | Schleusengraben | 1443                                                                              |               |          | BW             |
| 27160 (507)       | Tönerweg 2 (Lage)                             | O   | Kate                                                     | | 1802                                                                              |               |          |                |